# Operační program Praha-Konkurenceschopnost
Operační program Praha-Konkurenceschopnost (zkratka OPPK) je jedním ze dvou pražských operačních programů v období 2007-2013. Je podporován z Evropského fondu regionálního rozvoje, který je jedním ze strukturálních fondů Evropské unie.
Jde o investičně zaměřený program podporující projekty zaměřené na budování různé technické vybavenosti, infrastruktury aj. sloužící rozvoji města v oblasti dopravy, technické infrastruktury, kvality prostředí, podpory výzkumu, vývoje, inovací a podnikání.
Řídícím orgánem programu, tj. jeho administrátorem, je magistrát hlavního města Prahy. Projekty doporučené na základě hodnocení k financování schvaluje Zastupitelstvo hlavního města Prahy.

## Zaměření podpory
Program zahrnuje čtyři tzv. prioritní osy s celkem sedmi tzv. oblastmi podpory.

Prioritní osa 1 Dopravní dostupnost a rozvoj ICT
- 1.1 Podpora ekologicky příznivé povrchové dopravy

Zaměřeno na rozvoj veřejné dopravy, zejména kolejové a cílem učinit ji atraktivnější. S tím souvisí i podpora parkovišť P+R, bezbariérovosti a bezpečnosti. Patří sem i podpora budování cyklostezek.
- 1.2 Rozvoj a dostupnost ICT služeb

Zaměřeno na služby veřejné správy pro veřejnost, tzv. e-government, a s tím související rozvoj veřejných telekomunikačních sítí.

Prioritní osa 2 Životní prostředí
- 2.1 Revitalizace a ochrana území

Podpora revitalizace různých zanedbaných ploch a lokalit s ekologickou zátěží, regenerace zeleně, veřejných prostranství a historických objektů, projekty revitalizace vodních ploch a toků. Zaměřeno na zlepšení přírodního prostředí a protipovodňovou ochranu a zhodnocení nemovitých statků na území města.
- 2.2 Úsporné a udržitelné využívání energií a přírodních zdrojů

Zaměřeno na snížení energetické náročnosti chodu města a rozvoj využívání obnovitelných zdrojů energie.

Prioritní osa 3 Inovace a podnikání
- 3.1 Rozvoj inovačního prostředí a partnerství mezi základnou výzkumu a vývoje a praxí

Na území Prahy sídlí velká část výzkumných kapacit České republiky. Cílem je využít tyto kapacity pro potřeby města a podniků, využívat výsledky výzkumu v praxi. Proto je zaměřeno na budování výzkumné a inovační infrastruktury.
- 3.2 Podpora příznivého podnikatelského prostředí

Zaměřeno na zlepšení podmínek podnikání ve městě a rozvoj služeb na podporu podnikatelům.
- 3.3 Rozvoj malých a středních podniků

Projekty podporující inovace ve firmách.

Prioritní osa 4 Technická pomoc
Určeno k zajištění chodu programu, o tyto prostředky se žadatelé neucházejí.

## Rozpočet
Jelikož Praha na rozdíl od zbytku republiky spadá pod cíl Regionální konkurenceschopnost a zaměstnanost, rozsah podpory je zde řádově nižší, než v ostatních regionech. Rozpočet programu je 276,4 mil. €, tj. cca 7,5 mld. Kč (při kurzu 27 Kč/€), z toho fond ERDF pokryje 85 %, zbylých 15 % uhradí stát a Praha.
| Prioritní osa                     | rozpočet ERDF | rozpočet ČR | celkem      |
| --------------------------------- | ------------- | ----------- | ----------- |
| Dopravní dostupnost a rozvoje ICT | 87 364 263    | 15 417 223  | 102 781 486 |
| Životní prostředí                 | 58 734 001    | 10 364 824  | 69 098 825  |
| Inovace a podnikání               | 82 227 602    | 14 510 753  | 96 738 355  |
| Technická pomoc                   | 6 610 139     | 1 166 495   | 7 776 634   |
| celkem                            | 234 936 005   | 41 459 295  | 276 395 300 |

## Dosavadní průběh
Program byl spuštěn v lednu 2008, dosud byly vyhlášeny čtyři výzvy a schváleno 146 projektů.